# Coptocephala chalybaea chalybaea
Coptocephala chalybaea chalybaea é uma subespécie de insetos coleópteros polífagos pertencente à família Chrysomelidae.
A autoridade científica da subespécie é Germar, tendo sido descrita no ano de 1824.
Trata-se de uma subespécie presente no território português.